# Tête de Vierge
Tête de Vierge est un tableau du peintre italien Giovanni Battista Pittoni réalisé vers 1730-1735. Cette huile sur toile est une peinture chrétienne qui représente la Vierge Marie en buste alors qu'elle baisse la tête sous un voile bleu. Don de Jeannine Poitrey et Marie-Claire Ballabio, l'œuvre est conservée depuis 2019 au musée des Beaux-Arts de Strasbourg, à Strasbourg, en France.